# Unterberg (Küps)
Unterberg ist ein Gemeindeteil des Marktes Küps im Landkreis Kronach (Oberfranken, Bayern).

## Geographie
Die Einöde liegt am Fuße des Heidelbergs (516 m ü. NHN, 0,9 km nordwestlich) in einer Waldlichtung. Ein Anliegerweg führt nach Oberberg (0,3 km nordwestlich) bzw. nach Schmölz (0,4 km südlich).

## Geschichte
Gegen Ende des 18. Jahrhunderts gehörte Unterberg zur Realgemeinde Schmölz. Das Hochgericht übte das Rittergut Schmölz im begrenzten Umfang aus. Es hatte ggf. an das bambergische Centamt Burgkunstadt-Marktgraitz auszuliefern. Das Rittergut Schmölz war zugleich Grundherr des Häusleins.
Mit dem Gemeindeedikt wurde Unterberg dem 1808 gebildeten Steuerdistrikt Schmölz und der 1818 gebildeten Ruralgemeinde Schmölz zugewiesen. Am 1. Mai 1978 wurde Unterberg im Zuge der Gebietsreform in Bayern in die Gemeinde Küps eingegliedert.

### Einwohnerentwicklung
| Jahr      | 001818 | 001861 | 001871 | 001885 | 001900 | 001925 | 001950 | 001961 | 001970 | 001987 |
| Einwohner |        | 4      | 16 *   | 5      | 6      | 9      | 18     | 10     | 14     | 6      |
| Häuser    | 1      |        |        | 2      | 1      | 2      | 2      | 2      |        | 2      |
| Quelle    | [ 5 ]  | [ 7 ]  | [ 8 ]  | [ 9 ]  | [ 10 ] | [ 11 ] | [ 12 ] | [ 13 ] | [ 14 ] | [ 1 ]  |

## Religion
Die Protestanten sind nach St. Laurentius (Schmölz) gepfarrt und die Katholiken nach Heiligste Dreifaltigkeit (Theisenort).